# Söderköpings samrealskola
Söderköpings samrealskola var en realskola i Söderköping verksam från 1918 till 1969. 

## Historia
Skolan föregicks av Söderköpings trivialskola som var en lägre lärdomsskola 1821-1856 som ombildades till ett lägre elementarläroverk 1856 som ombildades 1879 till ett lägre allmänt läroverk och som 1906 efterföljdes av en privat samskola med rätt att anställa realexamen från 1906. Denna ombildades från höstterminen 1918 till en kommunal mellanskola med rätt att anställa realexamen. Denna ombildades från 1930 successivt till Söderköpings samrealskola.
Realexamen gavs från 1908 till 1969.
Skolbyggnaden från 1913 togs efter realskoletiden över av Bergaskolan.

## Rektor
- 1897–1898 Alfred Björklund[5]

### Kollegor
- 1867–1898 Malkolm Blomberg[5]
- 1882–1898 Johan Aurén[5]

### Teckningslärare
- 1870–1898 Nanny Reuterskiöld[5]